# Horná Torysa

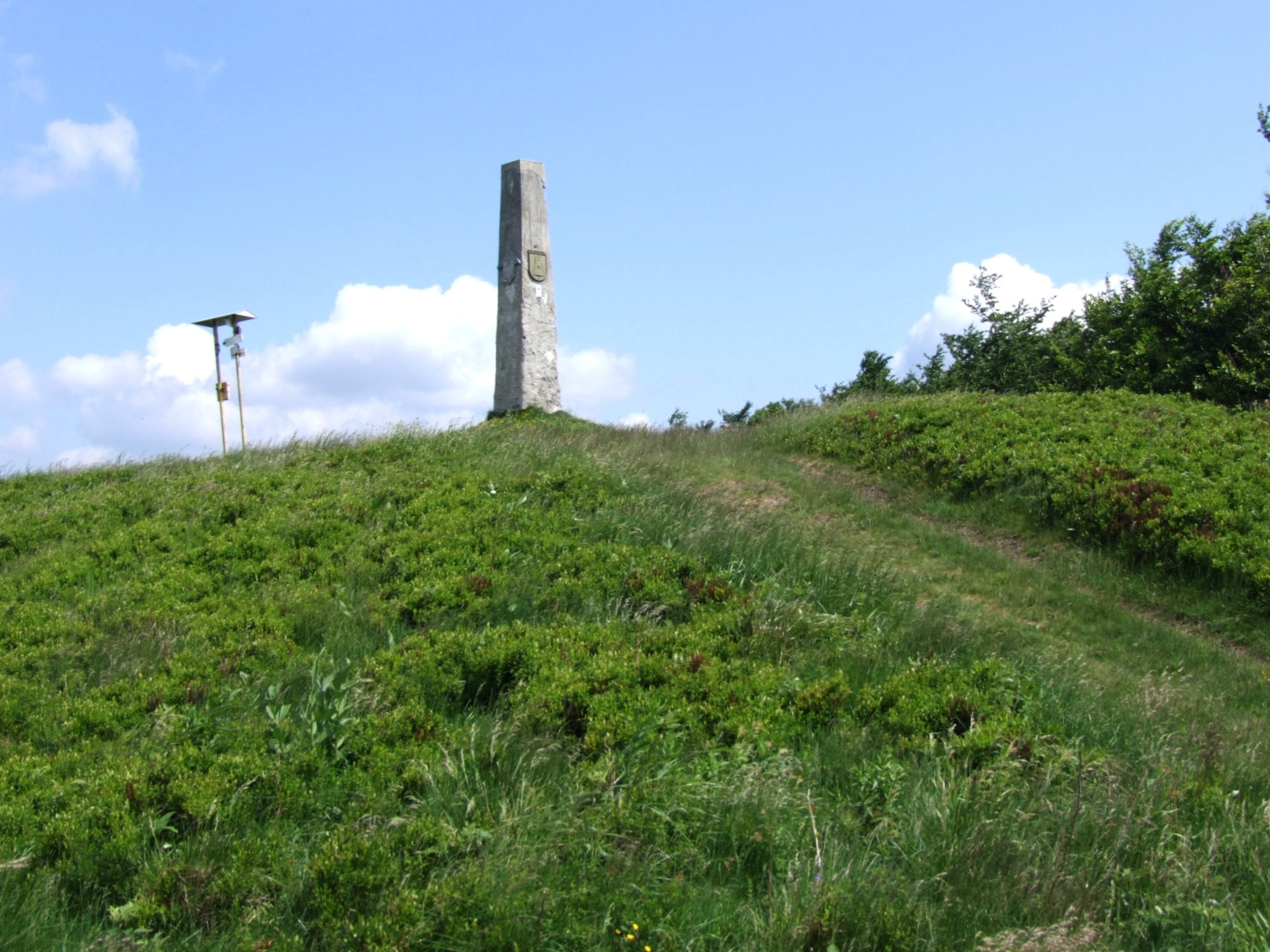
Památník turistického setkání na vrcholu Minčol

Horná Torysa (Hornotoryská oblast) je slovenský region a oblast cestovního ruchu.

## Geografie
Oblast Horné Torysy se nachází na východě Slovenska, v Prešovském samosprávném kraji, v severozápadní části Šariše. Území tvoří hranice katastrů 23 obcí severní části okresu Sabinov a jedna obec v okrese Levoča. Území o rozloze 26 921 hektarů se rozprostírá mezi Levočskými vrchy a pohořím Čergov. Hlavní osou území je horní tok řeky Torysy a střediskovým centrem regionu je město Lipany.

### Obce patřící do území
- Okres Sabinov
  - Město Lipany
  - Obce Bajerovce, Brezovica, Brezovička, Červenica, Červená Voda, Dubovica, Ďačov, Hanigovce, Jakubova Voľa, Kamenica, Krásna Lúka, Krivany, Lúčka, Milpoš, Nižný Slavkov, Oľšov, Olejníkov, Poloma, Rožkovany, Šarišské Dravce, Tichý Potok, Torysa a Vysoká.
- Okres Levoča
  - Obec Vyšný Slavkov

### Pohoří
- Bachureň
- Branisko
- Čergov, s nejvyšším vrchem regionu Minčolem
- Levočské vrchy

### Vodní toky
- Řeka Torysa s přítoky:
  - Z levé strany: Goduša, Kučmanovský potok, Lačnovský potok, Lúčanka, Milpošský potok, Hanigovský potok, Drahotín, hraješ, Tokáreň a Ľutinka.
  - Z pravé strany: Královec, Jaškovec, Vysocký potok, Čierny močiar, Kunišovský potok, Podhorský potok, Zubrík, Antalov potok, Ďačovský potok, Dubovický potok, Volianský potok a potok Kohút.
- V obci Vyšný Slavkov se nachází zdroj pitné vody – Žriedlo.

## Dějiny
První záznamy spadají do období 11. až 12. století, kdy se z osad postupně utvářela střediska hospodářského života a první vesnice, které hustě lemují údolí řeky Torysy a jejích přítoků. V první polovině 13. století se region stal součástí Šarišského komitátu a sídlem županů byl Šarišský hrad. 15. století patří usazování rusínského pasteveckého obyvatelstva v severní části Šariše.
- 1849–1918 – Slovensko patřilo do Uherského království, region Horná Torysa patřil do Šarišské župy, kromě Vyšného Slavkova, který patřil do Spišské župy.
- 1928 – župní uspořádání Slovenska definitivně zaniklo a bylo nahrazeno zemským uspořádáním.
- 1949 – reorganizace územněsprávního uspořádání, na území Slovenska vzniká 6 krajů. Obec Vyšný Slavkov patri do Košického kraje a zbývajících 24 obcí, z nichž některé (například Putnov zanikly), patří do Prešovského kraje.
- 1960 – počet krajů snížen na tři, celé území Horní Torysy patri do východoslovenského kraje.

Většinu času patřil Vyšný Slavkov do jiného územního samosprávného celku než zbytek regionu, v dnešní době patří všechny obce do Prešovského kraje.

## Obyvatelstvo

### Etnické složení obyvatelstva
- Slováci – 94,09%
- Romové – 4,42%
- Češi – 1,18%
- Ukrajinci – 0,09%
- Rusíni – 0,33%
- Rusové – 0,10%
- Maďaři – 0,02%
- Poláci – 0,05%
- Chorvati – 0,01%
- Němci – 0,01%

### Náboženské složení obyvatelstva
- Římskokatolíci – 89,60%
- Řeckokatolíci – 8,20%
- Evangelíci a. v. – 0,15%
- Pravoslavní – 0,66%
- Svědkové Jehovovi – 0,11%
- Bez vyznání – 0,68%
- Ostatni – 0,60%  [1]

## Kultura a zajímavosti
Region ma bohatou folklórní historii a funguje zde množství folklorních skupin a souborů, které pořádají 2 velké folklorní akce (Hornotorysský folklorní festival v Krivanech, O gajdicu Andreje Mizeráka v Lúčce).
V posledních letech se zde rozvíjí i moderní tanec a moderní hudba. V Lipanech se pořádá v létě festival Pohodička.

### Školství
Školství je v regionu zastoupeno všemi druhy škol, kromě vysokých.

### Cestovní ruch
Jsou zde dvě rekreační střediska Oddechové centrum Žliabky Dubovica a Rekrea Lúčka – Potoky.

### Sport
Ve městě Lipany působí fotbalový klub ŠK Odeva Lipany, v regionu působí fotbalové a turistické kluby.

### Památky
Mezi kulturní památky v Lipanech patří kostel sv. Martina, barokní kostel Sv. Magdaleny a jiné.
Nad obcemi Brezovička, Hanigovce a Kamenica se nacházejí zříceniny hradů.
V regionu je více zámků v obcích Rožkovany, Krivany, Červenica, Dubovica, Brezovica a Brezovička.

### Pomníky
Pomník padlých hrdinů v první a druhé světové válce v Lipanech.

## Hospodářství a infrastruktura
Přirozeným průmyslovým centrem regionu je město Lipany, kde se soustřeďuje 75% průmyslu. Působí zde dva zahraniční investoři Orac decor a Team industries, lokální podniky Odeva Lipany, Mediproduct, Aluminium system, Elektro Lipany a JK Slovakia. Za prací obyvatelé dojíždí v rámci okresu Sabinov (Milk – Agro, ZŤS, SANAS) nebo Prešovského samosprávného kraje.
Regionem prochází silnice I. třídy v celkové délce 16 km na trase Prešov – Stará Ľubovňa, ostatní cesty jsou zařazeny do II. a III. třídy a obecní cesty (místní komunikace) v celkové délce 119,3 km.
V severojižním směru protíná region důležitá železniční trať spojující Polsko - Slovensko - Maďarsko. Délka trati je 18 km a od roku 1997 je zelektrifikovaná (železniční trasa Prešov – Plaveč).